# Myllaena fenyesi
Myllaena fenyesi är en skalbaggsart som beskrevs av Max Bernhauer 1907. Myllaena fenyesi ingår i släktet Myllaena och familjen kortvingar. Inga underarter finns listade i Catalogue of Life.